# بیماری‌های گرمسیری مغفول
بیماری‌های گرمسیری نادیده‌انگاشته (نادیده گرفته‌شده) یا بیماری‌های گرمسیری فروگذاشته (مغفول) (به انگلیسی: Neglected tropical diseases) یا به‌طور خلاصه «NTD » یک گروه متنوع از عفونت‌های گرمسیری هستند که در مناطق کم‌درآمد در حال توسعهٔ آفریقا، آسیا و آمریکا شایع هستند. آن‌ها در اثر انواع عوامل مختلف بیماری‌زا همانند ویروس‌ها، باکتری‌ها، تک‌یاخته‌ها و کرم‌های انگلی ایجاد می‌شوند. این بیماری‌ها از این جهت با سه بیماری عفونی بزرگ ایدز، سل و مالاریا متفاوت هستند که آن‌ها عموماً از بودجهٔ بسیار بیشتری برای تحقیقات و درمان برخوردار می‌شوند. در آفریقای سیاه اثر این بیماری‌ها جمعاً قابل مقایسه با مالاریا و سل است.